# Андрейко, Роман Иванович
Роман Иванович Андрейко (16 декабря 1970, Ленинград, СССР) — советский и российский футболист, нападающий.

## Игровая карьера
Воспитанник школы СДЮШОР «Смена» (Ленинград). Первый тренер — Ю. И. Кантор. В 1988 году выступал за дубль «Зенита».
С 1992 года играл в чемпионате Украины за «Артанию», откуда в 1994 году перешёл в клуб высшей украинской лиги СК «Николаев». Дебют в высшем дивизионе — 22 июля 1994 года «Металлург» (Запорожье) — СК «Николаев», 4:1.
В 1996 году вместе с партнёрами по «Артании» Полищуком, Баркаловым и Чунихиным оказался в Белоруссии, где играл за команду первой лиги «Фомальгаут» (Борисов).
В 1998 году сыграл во второй лиге чемпионата России в команде «Биохимик-Мордовия».
После завершения игровой карьеры проживает в Санкт-Петербурге.